# Stenkyrka pastorat
Stenkyrka pastorat var ett pastorat och en kyrklig samfällighet på ön Tjörn i Bohuslän.
Pastoratet utgjordes av Stenkyrka, Valla och Klövedals församlingar. Den 1 januari 2010 lades det samman med Rönnängs pastorat till Tjörns pastorat. Stenkyrka pastorat tillhörde Stenungsunds kontrakt (före 1 april 2007 Orusts och Tjörns kontrakt) i Göteborgs stift.

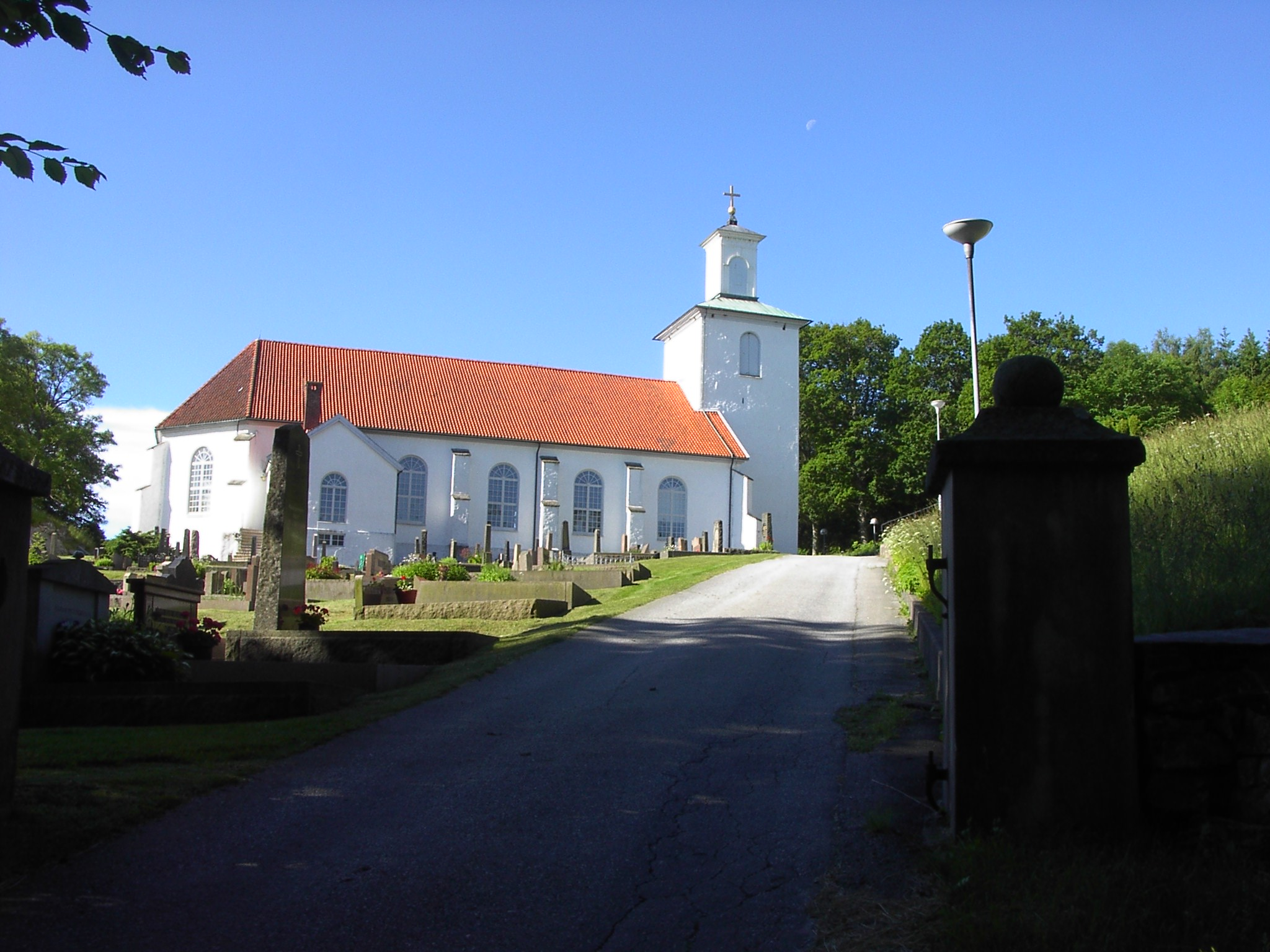
Stenkyrka kyrka
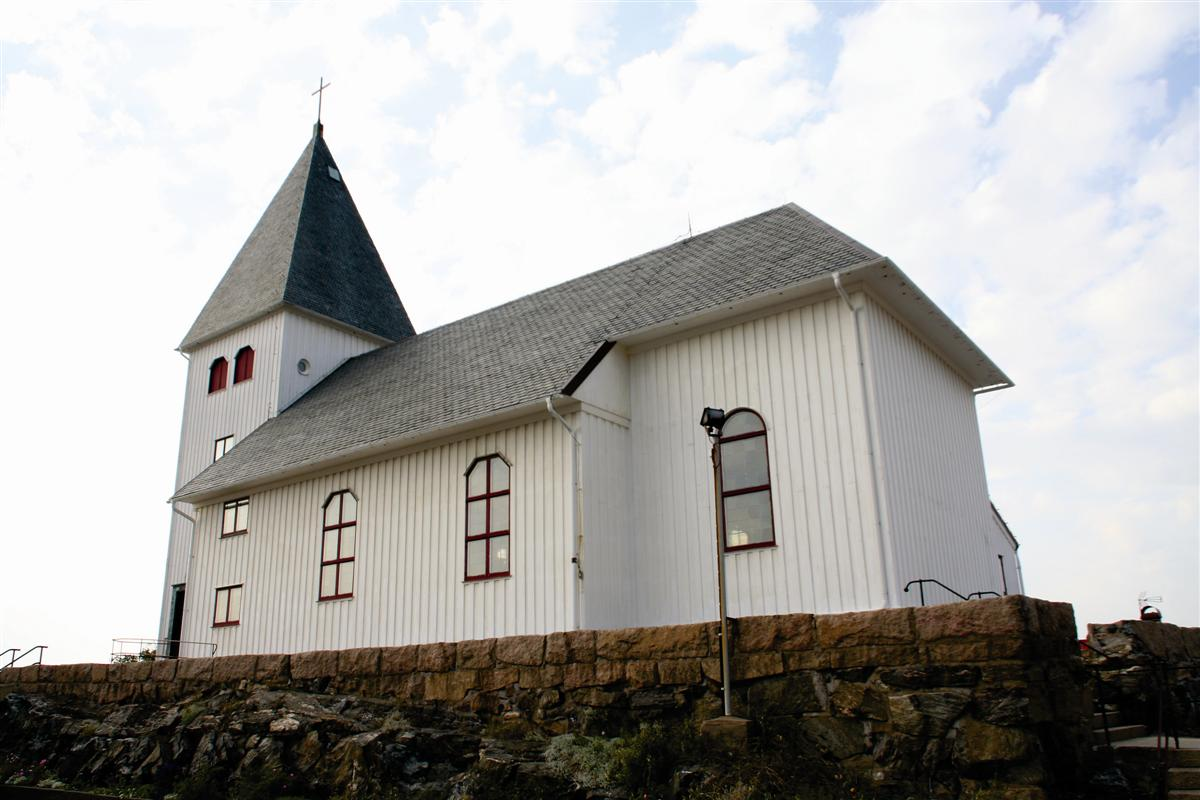
Skärhamns kyrka
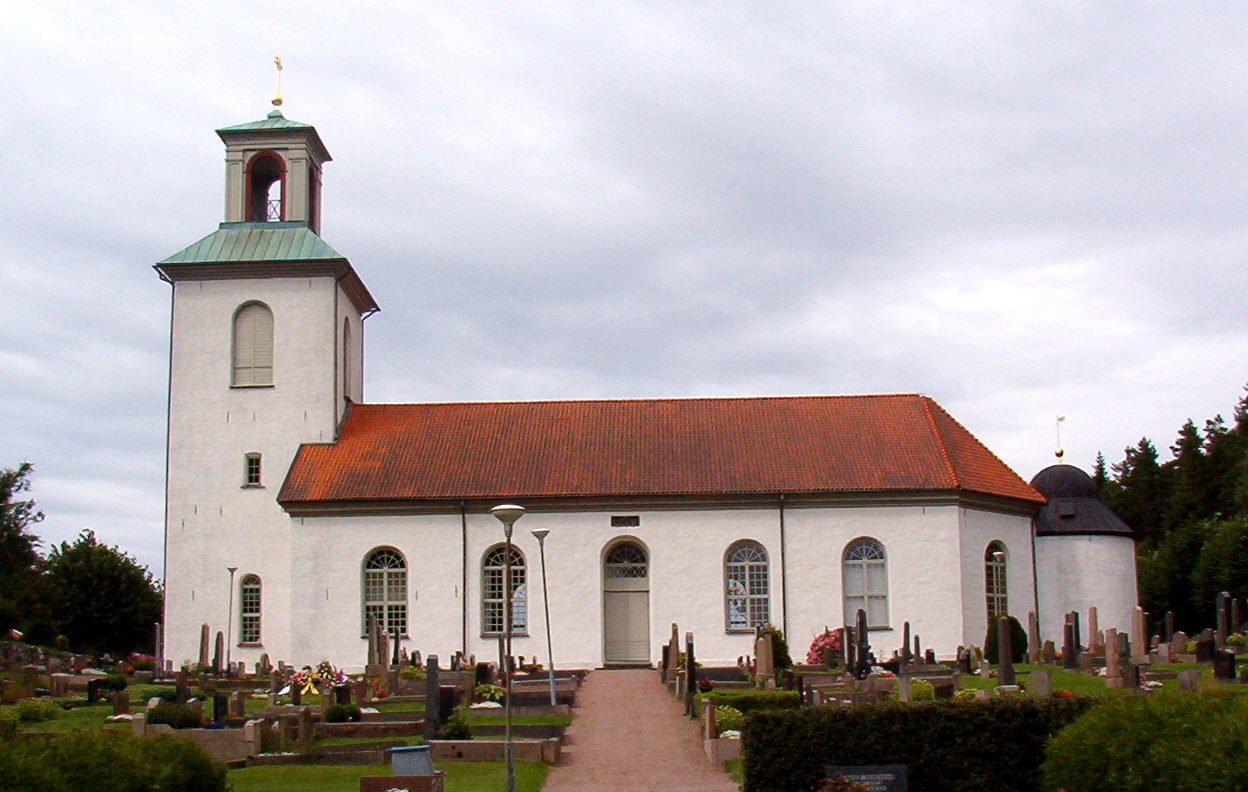
Valla kyrka
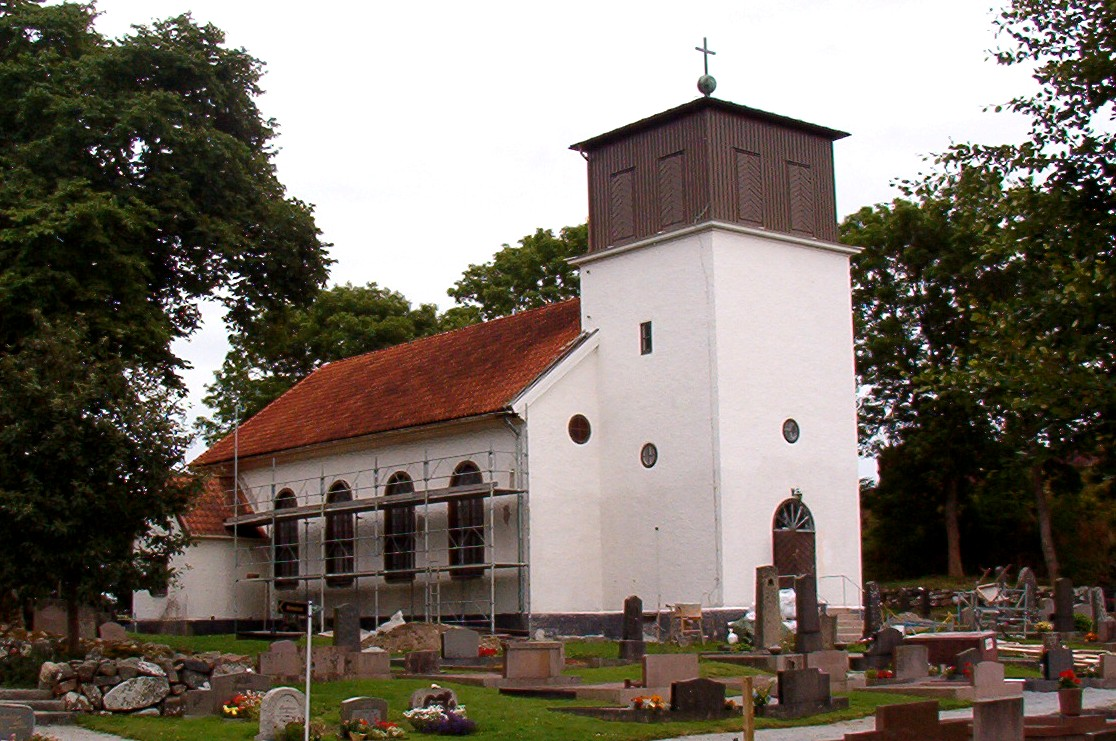
Klövedals kyrka